# Kazimierz Piszczek

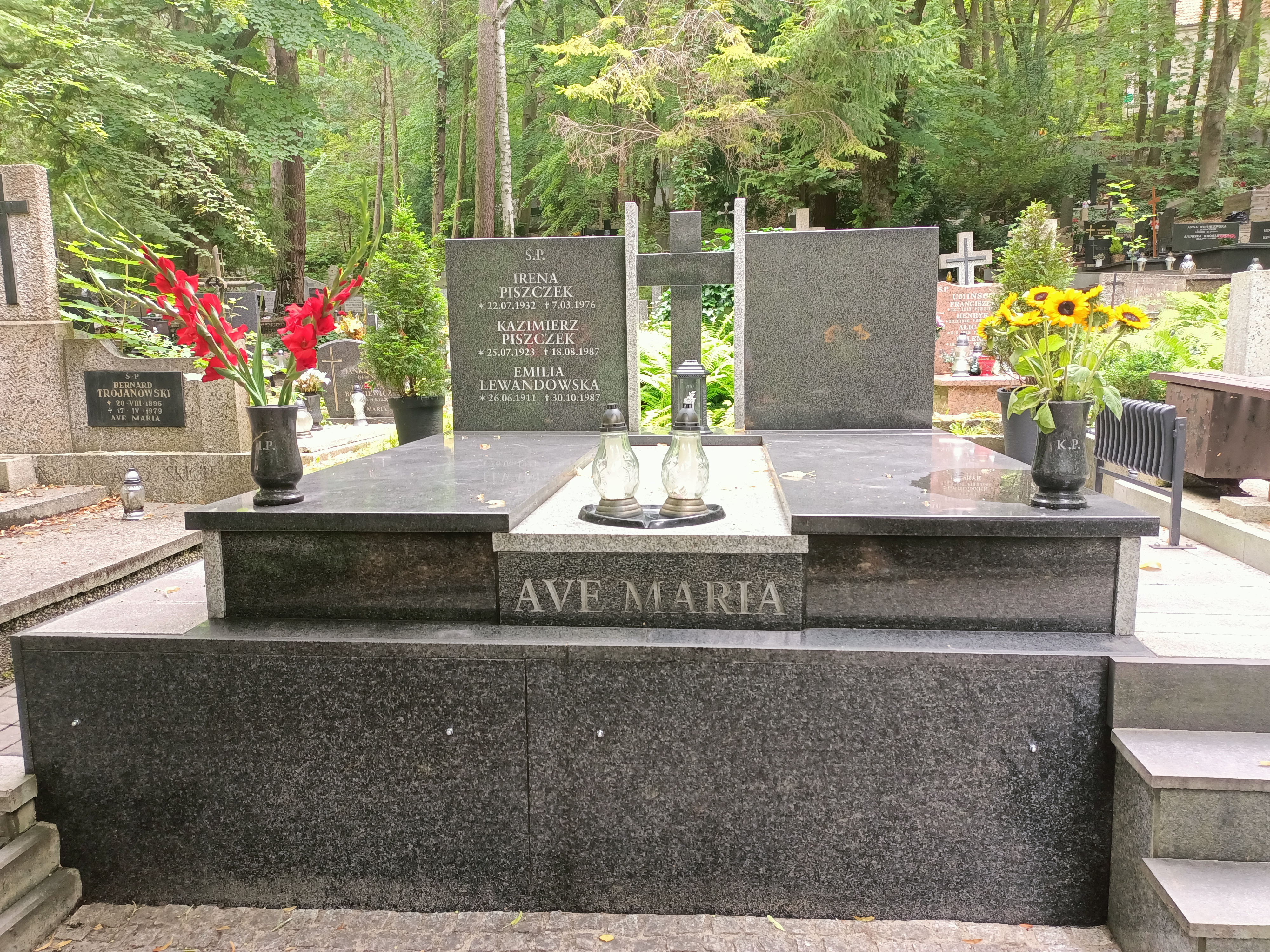
Grób Kazimierza Piszczka na cmentarzu katolickim w Sopocie.

Kazimierz Piszczek (ur. 25 lipca 1923 w Okopach na Tarnopolszczyźnie, zm. 18 sierpnia 1987) – podpułkownik MO.

## Życiorys
Urodził się w rodzinie Szymona i Apolonii Piszczków. W 1937 ukończył szkołę powszechną w Jezierzanach, w 1958 Liceum Ogólnokształcące dla Pracujących w Gdańsku, następnie WUML w Koszalinie.
W 1940 wraz z rodziną deportowany do Kraju Krasnojarskiego na Syberii, gdzie pracował w kołchozie. W 1943 zmobilizowany do WP w ZSRR. Uczestnik bitwy pod Lenino.
W maju 1945 został pomocnikiem komendanta gmachu WUBP w Gdańsku, w lutym 1946 - kierownikiem aresztu wewnętrznego WUBP w Gdańsku, 1 lipca 1947 komendantem gmachu PUBP w Kwidzynie. 13 marca 1948 ukończył V kurs WUBP w Gdańsku. Następnie pracował w MUBP w Gdyni (1948–1951), m.in. jako kierownik Sekcji Morskiej w tym urzędzie, później przeniesiony ponownie do WUBP w Gdańsku, na kierownika sekcji, potem do WUBP w Koszalinie, na zastępcę naczelnika Wydziału VIII "A". W latach 1953–1955 był słuchaczem Dwuletniej Szkoły Aktywu Kierowniczego Ośrodka Szkolenia MBP w Warszawie. W latach 1955–1956 był naczelnikiem Wydziału V Wojewódzkiego Urzędu ds. Bezpieczeństwa Publicznego (WUdsBP) w Gdańsku, później naczelnikiem Wydziału "B" tego urzędu. Od 8 do 25 grudnia 1957 delegowany służbowo do ZSRR. Od 1 listopada 1961 do 30 listopada 1967 był naczelnikiem Wydziału "B" KW MO w Lublinie.
Zmarł 18 sierpnia 1987, pochowany na cmentarzu komunalnym w Sopocie (sektor H2-1-6).

## Ordery i odznaczenia
- Krzyż Kawalerski Orderu Odrodzenia Polski
- Krzyż Walecznych
- Złoty Krzyż Zasługi
- Srebrny Krzyż Zasługi (dwukrotnie)
- Srebrny Medal „Zasłużonym na Polu Chwały”
- Brązowy Medal „Zasłużonym na Polu Chwały”
- Medal Zwycięstwa i Wolności 1945
- Medal 10-lecia Polski Ludowej
- Medal „Za udział w walkach o Berlin”
- Odznaka „10 Lat w Służbie Narodu”
- Odznaka „20 Lat w Służbie Narodu”